# باارزش‌ترین بازیکن جام بسکتبال آسیا
جایزهٔ ارزشمندترین بازیکن جام بسکتبال آسیا یکی از جوایز فیبا است که هر دو سال یک‌بار به برترین بازیکن رقابت‌ها اهدا می‌شود.

## برندگان
| سال  | بازیکن          | پست     | تیم       | منبع  |
| ---- | --------------- | ------- | --------- | ----- |
| ۱۹۶۰ | کارلوس بادیون   | گارد    | فیلیپین   | [ ۱ ] |
| ۱۹۷۳ | ویلیام آدورنادو | فوروارد | فیلیپین   | [ ۱ ] |
| ۱۹۸۳ | گو یینگلین      | فوروارد | چین       | [ ۲ ] |
| ۱۹۸۵ | آلان کایدیک     | گارد    | فیلیپین   | [ ۲ ] |
| ۱۹۸۷ | لی چونگ-هی      | گارد    | کرهٔ جنوبی | [ ۲ ] |
| ۱۹۹۵ | هور جائه        | گارد    | کرهٔ جنوبی | [ ۲ ] |
| ۱۹۹۷ | چون هی-چول      | فوروارد | کرهٔ جنوبی | [ ۲ ] |
| ۱۹۹۹ | هو ویدونگ       | گارد    | چین       | [ ۲ ] |
| ۲۰۰۱ | یائو مینگ       | سنتر    | چین       | [ ۲ ] |
| ۲۰۰۳ | یائو مینگ (۲)   | سنتر    | چین       |       |
| ۲۰۰۵ | یائو مینگ (۳)   | سنتر    | چین       |       |
| ۲۰۰۷ | حامد حدادی      | سنتر    | ایران     | [ ۳ ] |
| ۲۰۰۹ | حامد حدادی (۲)  | سنتر    | ایران     | [ ۳ ] |
| ۲۰۱۱ | یی جیانلیان     | گارد    | چین       | [ ۴ ] |
| ۲۰۱۳ | حامد حدادی (۳)  | سنتر    | ایران     | [ ۳ ] |
| ۲۰۱۵ | یی جیانلیان (۲) | گارد    | چین       | [ ۵ ] |
| ۲۰۱۷ | حامد حدادی (۴)  | سنتر    | ایران     | [ ۶ ] |